# Republica Moldova la Jocurile Olimpice de vară din 2008
Republica Moldova a participat la Jocurile Olimpice de vară din 2008 care au avut loc la Beijing, China, în perioada 8-24 august 2008.

## Participanți
Delegația a cuprins 29 de sportivi.

## Medalii
| Medalie | Nume            | Sport | Eveniment |
| ------- | --------------- | ----- | --------- |
| Bronz   | Veaceslav Gojan | Box   | 54 kg     |

## Atletism
Masculin
Probe pe drum și traseu
| Atlet              | Probă             | Preliminare | Preliminare | Finală   | Finală |
| Atlet              | Probă             | Rezultat    | Loc         | Rezultat | Loc    |
| ------------------ | ----------------- | ----------- | ----------- | -------- | ------ |
| Fedosei Ciumacenco | 20 km marș        | N/A         | N/A         | 1:31:37  | 47     |
| Ion Luchianov      | 3 000 m obstacole | 8:18,97     | 7           | 8:27,82  | 12     |
| Iaroslav Mușinschi | Maraton           | N/A         | N/A         | 2:21:18  | 41     |

Probe pe teren
| Atlet             | Probă                | Qualification | Qualification | Calificare   | Calificare   |
| Atlet             | Probă                | Distanță      | Loc           | Distanță     | Loc          |
| ----------------- | -------------------- | ------------- | ------------- | ------------ | ------------ |
| Ivan Emilianov    | Aruncarea greutății  | 18,64         | 35            | nu a avansat | nu a avansat |
| Vadim Hranovschi  | Aruncarea discului   | 56,19         | 26            | nu a avansat | nu a avansat |
| Vladimir Letnicov | Triplusalt           | 16,62         | 24            | nu a avansat | nu a avansat |
| Roman Rozna       | Aruncarea ciocanului | 71,33         | 33            | nu a avansat | nu a avansat |

Probe combinate – decatlon
| Atlet            | Probă    | 100 m | SL   | AG    | SI  | 400 m | 110 m g | AD | SP | AS | 1500 m | Total | Loc |
| ---------------- | -------- | ----- | ---- | ----- | --- | ----- | ------- | -- | -- | -- | ------ | ----- | --- |
| Victor Covalenco | Rezultat | 11,87 | 6,50 | 13,44 | NAT | NLS   | —       | —  | —  | —  | —      | NAT   | NAT |
| Victor Covalenco | Puncte   | 677   | 697  | 694   | 0   | 0     | —       | —  | —  | —  | —      | NAT   | NAT |

Feminin
Probe pe drum și traseu
| Atletă           | Probă            | Preliminare | Preliminare | Semifinală | Semifinală | Finală       | Finală       |
| Atletă           | Probă            | Rezultat    | Loc         | Rezultat   | Loc        | Rezultat     | Loc          |
| ---------------- | ---------------- | ----------- | ----------- | ---------- | ---------- | ------------ | ------------ |
| Olga Cristea     | 800 m            | 2:00,59     | 4           | 2:00,12    | 6          | nu a avansat | nu a avansat |
| Valentina Delion | Maraton          | N/A         | N/A         | N/A        | N/A        | NAT          | NAT          |
| Oxana Juravel    | 3000 m obstacole | 10:04,38    | 13          | N/A        | N/A        | nu a avansat | nu a avansat |

Probe pe teren
| Atletă           | Probă                | Calificare | Calificare | Finală       | Finală       |
| Atletă           | Probă                | Distanță   | Loc        | Distanță     | Loc          |
| ---------------- | -------------------- | ---------- | ---------- | ------------ | ------------ |
| Inna Gliznuța    | Săritură în înălțime | 1,80       | =29        | nu a avansat | nu a avansat |
| Marina Marghieva | Aruncarea ciocanului | 62,12      | 41         | nu a avansat | nu a avansat |
| Zalina Marghieva | Aruncarea ciocanului | 64,20      | 37         | nu a avansat | nu a avansat |

## Box
| Sportiv         | Probă        | Primul meci            | Optimi                  | Sferturi de finală | Semifinale               | Finală            | Finală       |
| Sportiv         | Probă        | Adversar Rezultat      | Adversar Rezultat       | Adversar Rezultat  | Adversar Rezultat        | Adversar Rezultat | Loc          |
| --------------- | ------------ | ---------------------- | ----------------------- | ------------------ | ------------------------ | ----------------- | ------------ |
| Veaceslav Gojan | Cocoș        | Khatsigov (BLR) C 1+–1 | Gu Y (CHN) C 13–6       | Kumar (IND) C 10–3 | Badar-Uugan (MGL) P 2–15 | nu a avansat      | 3            |
| Vitalie Grușac  | Semimijlocie | O'Mahony (AUS) C 7–2   | Sarsekbayev (KAZ) P NAT | nu a avansat       | nu a avansat             | nu a avansat      | nu a avansat |

## Ciclism
Șosea
| Sportiv             | Probă          | Timp    | Loc |
| ------------------- | -------------- | ------- | --- |
| Alexandru Pliușchin | Cursa pe șosea | 6:39:42 | 76  |

Pistă
| Sportiv             | Probă                | Calificare | Calificare | Semifinale        | Semifinale   | Finală            | Finală       |
| Sportiv             | Probă                | Timp       | Loc        | Adversar Rezultat | Loc          | Adversar Rezultat | Loc          |
| ------------------- | -------------------- | ---------- | ---------- | ----------------- | ------------ | ----------------- | ------------ |
| Alexandru Pliușchin | urmărire individuală | 4:35,438   | 17         | Nu a avansat      | Nu a avansat | Nu a avansat      | Nu a avansat |

## Haltere
| Sportiv           | Probă  | Smuls    | Smuls | Aruncat  | Aruncat | Total | Loc |
| Sportiv           | Probă  | Rezultat | Loc   | Rezultat | Loc     | Total | Loc |
| ----------------- | ------ | -------- | ----- | -------- | ------- | ----- | --- |
| Igor Grabucea     | −56 kg | 109      | 16    | 130      | 15      | 239   | 15  |
| Alexandru Dudoglo | −69 kg | 145      | 11    | 172      | 9       | 317   | 9   |
| Andrei Guțu       | −77 kg | 145      | 17    | 160      | 21      | 305   | 20  |
| Eugen Bratan      | −94 kg | 170      | 12    | 200      | 13      | 370   | 13  |
| Vadim Vacarciuc   | −94 kg | 168      | 13    | 205      | 12      | 373   | 12  |

## Judo
| Sergiu Toma | −73 kg | Kevkhishvili (GEO) P 0010–0021 | Nu a avansat | Nu a avansat | Nu a avansat | Nu a avansat |

## Lupte
Lupte libere masculin
| Sportiv       | Probă  | Calificări          | Optimi            | Sferturi de finală | Semifinale        | Recalificări      | Finală / FM       | Finală / FM |
| Sportiv       | Probă  | Adversar Rezultat   | Adversar Rezultat | Adversar Rezultat  | Adversar Rezultat | Adversar Rezultat | Adversar Rezultat | Loc         |
| ------------- | ------ | ------------------- | ----------------- | ------------------ | ----------------- | ----------------- | ----------------- | ----------- |
| Nicolae Ceban | −96 kg | Kiss (HUN) P 1–3 PP | Nu a avansat      | Nu a avansat       | Nu a avansat      | Nu a avansat      | Nu a avansat      | 12          |

Lupte libere feminin
| Sportivă        | Probă  | Calificări              | Optimi                 | Sferturi de finală | Semifinale         | Recalificări       | Finală / FM | Finală / FM |
| Sportivă        | Probă  | Adversară Rezultat      | Adversară Rezultat     | Adversară Rezultat | Adversară Rezultat | Adversară Rezultat | Loc         |             |
| --------------- | ------ | ----------------------- | ---------------------- | ------------------ | ------------------ | ------------------ | ----------- | ----------- |
| Ludmila Cristea | −55 kg | Andrades (VEN) C 3–1 PP | Verbeek (CAN) P 1–3 PP | Nu a avansat       | Nu a avansat       | Nu a avansat       | 10          |             |

## Natație
Masculin
| Sportiv        | Probă       | Calificări | Calificări | Semifinale   | Semifinale   | Finală       | Finală       |
| Sportiv        | Probă       | Timp       | Loc        | Timp         | Loc          | Timp         | Loc          |
| -------------- | ----------- | ---------- | ---------- | ------------ | ------------ | ------------ | ------------ |
| Sergiu Postică | 100 m bras  | 1:03,83    | 54         | Nu a avansat | Nu a avansat | Nu a avansat | Nu a avansat |
| Andrei Zaharov | 200 m liber | 1:58,62    | 55         | Nu a avansat | Nu a avansat | Nu a avansat | Nu a avansat |

Feminin
| Sportivă            | Probă      | Calificări | Calificări | Semifinale   | Semifinale   | Finală       | Finală       |
| Sportivă            | Probă      | Timp       | Loc        | Timp         | Loc          | Timp         | Loc          |
| ------------------- | ---------- | ---------- | ---------- | ------------ | ------------ | ------------ | ------------ |
| Veronica Vdovicenco | 50 m liber | 26,92      | 50         | Nu a avansat | Nu a avansat | Nu a avansat | Nu a avansat |

## Tir
| Sportiv           | Probă                 | Calificare | Calificare | Finală       | Finală       |
| Sportiv           | Probă                 | Puncte     | Loc        | Puncte       | Loc          |
| ----------------- | --------------------- | ---------- | ---------- | ------------ | ------------ |
| Ghenadie Lisoconi | Pistol foc rapid 25 m | 567        | 12         | Nu a avansat | Nu a avansat |

## Legături externe
- Beijing 2008 Arhivat în 15 ianuarie 2022, la Wayback Machine. la Comitetul Național Olimpic și Sportiv din Republica Moldova
- en  Republic of Moldova at the 2008 Summer Olympics la Olympedia.org
- en  Moldova at the 2008 London Summer Games la Sports Reference